# Malcolm X

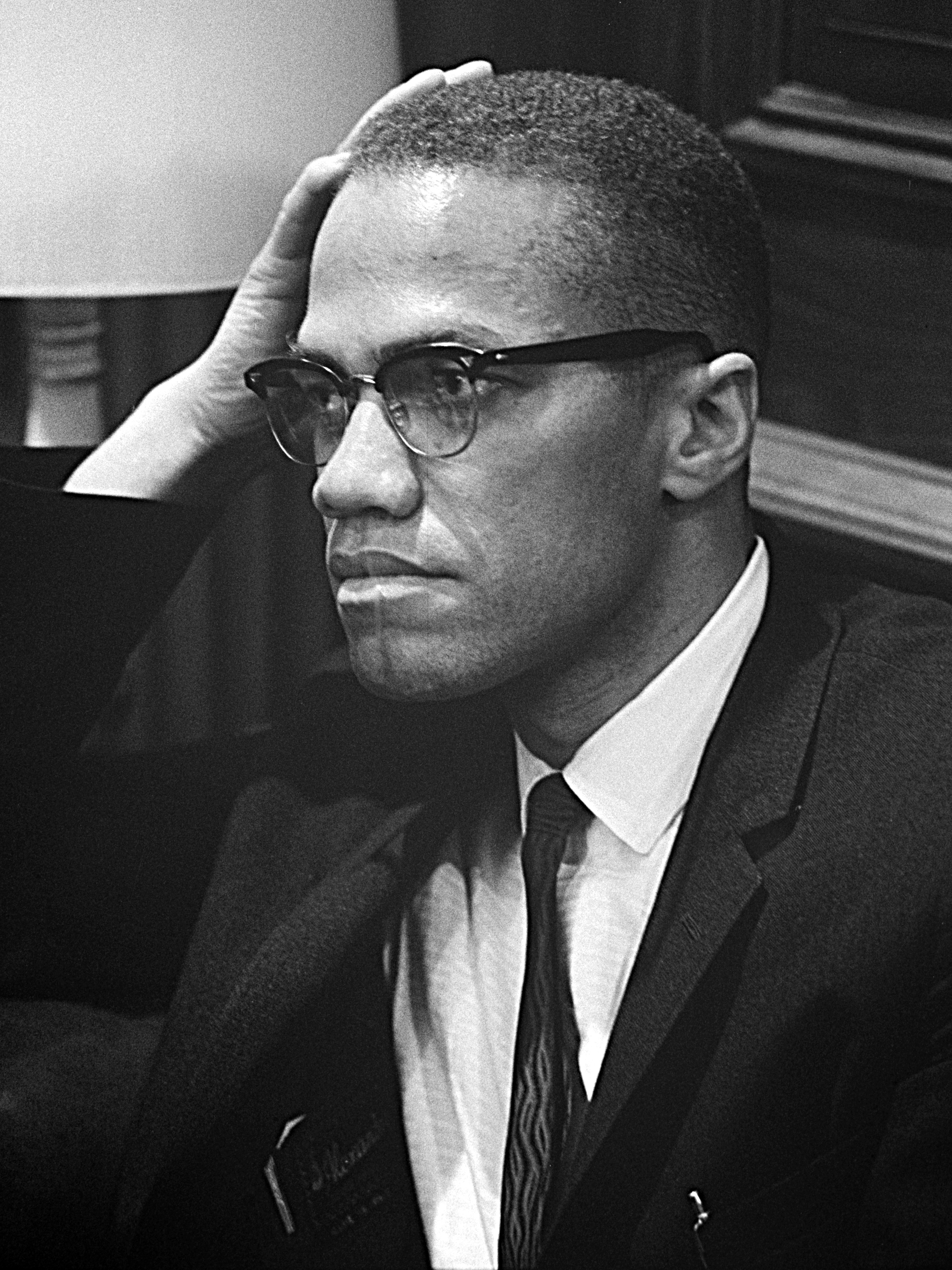
Malcolm X im März 1964

Malcolm X [ˌmælkəm ˈɛks] (* 19. Mai 1925 als Malcolm Little in Omaha, Nebraska, USA; nach seiner Pilgerreise nach Mekka 1964 El Hajj Malik el-Shabazz; † 21. Februar 1965 in Manhattan, New York City) war Menschenrechtsaktivist, Anführer der US-amerikanischen Bürgerrechtsbewegung sowie, bis 1964, Sprecher und ab 1964 Kritiker der Nation of Islam.

## Frühe Jahre

### Familie
Malcolm wurde als Sohn des baptistischen Reverends Earl Little, eines Gelegenheitsarbeiters und Anhängers der Separationsbewegung unter Marcus Garvey, und seiner Frau Louise, geborene Norton, in Omaha geboren.
Malcolms Mutter wurde auf Grenada im Britischen Westindien als Tochter eines schottischen Vaters und einer afroamerikanischen Mutter geboren. Louise Norton verlor früh ihre Mutter und wurde von ihrem Vater misshandelt. Als sehr hellhäutige Schwarze fühlte sie sich nirgends zugehörig und wanderte früh nach Kanada aus, wo sie Earl Little kennenlernte und am 10. Mai 1919 heiratete. Erst später erfuhr sie, dass Little aus einer ersten Ehe die drei Kinder Ella, Mary und Earl Jr. hatte, diese Familie jedoch verlassen hatte. Mit Louise zeugte Earl Little sieben Kinder: Wilfred, Hilda, Philbert, Malcolm, Reginald, Yvonne und Wesley.

### Kindheit
Earl und Louise Little siedelten zuerst nach Philadelphia über, dann nach Omaha, wo Malcolm am 19. Mai 1925 als viertes der sieben Kinder geboren wurde. Schon von Geburt an war Malcolm sehr hellhäutig und hatte rotbraune statt schwarze Haare – ein Erbe seiner Mutter, die ihn deswegen immer wieder benachteiligte, da er sie an ihren eigenen Vater erinnerte. Sein Vater dagegen bevorzugte Malcolm als seinen hellsten Sohn.
Nach mehreren weiteren Umzügen kamen sie 1929 nach Lansing in der Nähe von Detroit im US-Bundesstaat Michigan, wo der Vater sich ein Haus in einer von Weißen bevorzugten Gegend kaufte. Nach einigen Wochen sollte der Verkauf wegen der Hautfarbe der Familie rückgängig gemacht werden, Malcolms Vater wollte dafür vor Gericht gehen, doch das Haus brannte ab. Als er Weiße der Brandstiftung bezichtigte, verhaftete die Polizei ihn dafür. 1931 wurde Little von einer Straßenbahn überfahren und starb an den Verletzungen. Die Umstände wurden nie aufgeklärt, seine Frau war von einem Mord an ihrem Mann überzeugt. Eine der beiden Versicherungsgesellschaften, bei denen Little Lebensversicherungen abgeschlossen hatte, betrachtete seinen Tod dagegen als Selbstmord und verweigerte die Zahlungen.
Nach dem Tod des Vaters lebte die Familie von den aus der anderen Lebensversicherung stammenden 1000 Dollar, von Louises monatlicher Witwenrente von 18 Dollar sowie von vermietetem Eigentum. Die Familie litt unter Armut und Hunger. Die Fürsorge kam regelmäßig bei den Littles vorbei, um die Kinder bei Pflegeeltern unterzubringen, da sie meinten, Louise sei geistig instabil und könne sich daher nicht gut um die Kinder kümmern. Louise war nach dem Tod ihres Mannes den Adventisten beigetreten und begann 1936, sich wieder mit Männern zu treffen. Sie plante bereits eine erneute Heirat, doch als sie 1937 schwanger wurde, verließ sie der Bräutigam. Ende 1938 erlitt sie einen totalen Nervenzusammenbruch und wurde per Gerichtsbeschluss in eine staatliche Nervenklinik eingewiesen, wo sie etwa 26 Jahre verbrachte, bis sie von ihren Kindern im Jahr 1963 aus der Klinik geholt wurde. Fortan lebte sie bei ihrem Sohn Philbert und dessen Familie in Lansing.

### Jugend
Die Kinder wurden zunächst in einem Heim und später bei Pflegefamilien untergebracht; Malcolm lebte bei einer weißen Familie namens Gohannas, der er sich mit der Zeit zugehörig fühlte. Nach seinem Highschool-Abschluss musste er dann überrascht und zugleich schockiert erkennen, dass er als Schwarzer nicht die gleichen Möglichkeiten wie seine weißen Mitschüler hatte: Trotz seiner Intelligenz und herausragenden schulischen Leistungen konnte er nicht studieren, sondern bestenfalls eine Lehre beginnen. Nach einem Besuch bei seiner Halbschwester Ella zog er 1941 zu ihr nach Boston. Dort verkehrte er, zum Ärger seiner Schwester, im Schwarzenviertel und hielt sich mit Gelegenheitsjobs über Wasser.
In dieser Zeit änderte er sein Äußeres: Er kaufte sich moderne Anzüge und ließ sich einen Conk machen (die Haare entkräuseln), was der damals weitverbreiteten Mode unter Schwarzen entsprach, ihre Haare den Weißen entsprechend zu glätten. Rückblickend nennt Malcolm X letzteres Ereignis als seinen ersten großen Schritt in Richtung Selbstdegradierung.

### Kriminalität, Haft und Bildung
Gleichzeitig bewegte er sich im kriminellen Milieu und wurde als „Red“ und später als „Detroit Red“ bekannt. Durch einen Job als Kellner in Harlem erwarb er sich Kontakte, fungierte als Drogendealer und Vermittler weißer Kundschaft für Bordelle und begann mit Einbrüchen. Der Einberufung zum Kriegsdienst entging er, weil er einem Psychiater erfolgreich eine psychische Untauglichkeit für den Kriegsdienst vortäuschte. In dieser Zeit begann er, Marihuana zu rauchen. 1944 kam er das erste Mal vor Gericht, weil er einen Pelzmantel gestohlen und ihn verkauft hatte. Danach betätigte er sich weiter als Einbrecher.
Anfang 1946 wurde er verhaftet und im Jahr darauf zu zehn Jahren Gefängnis verurteilt. Der Grund dafür waren Einbrüche, die er zusammen mit einem Jugendfreund aus Bostoner Zeit, einer verheirateten weißen Frau (Sophia, mit der er auch eine Affäre hatte), deren Schwester und einem weiteren Bekannten beging. Malcolm und sein Freund wurden zu je zehn Jahren Zwangsarbeit verurteilt. Sophia bekam fünf Jahre und wurde nach sieben Monaten auf Bewährung entlassen.
Malcolm kam zunächst ins Charlestown-Gefängnis, wo die hygienischen Zustände katastrophal waren, wurde aber 1948 verlegt. Bereits in Charlestown hatte er sich mit einem schwarzen Redner angefreundet, der ihn zum Lesen ermutigte. Malcolm bildete sich als Autodidakt weiter, vor allem in den Bereichen Philosophie und Geschichte. Bei Debattiergruppen im Gefängnis schulte er seine Rhetorik. Die Zeit im Gefängnis nutzte er sehr intensiv für das Studium. So brachte er sich laut seiner Autobiographie neue Wörter bei, indem er ein Wörterbuch Seite für Seite abschrieb.

## Malcolm X und die Nation of Islam

### Erster Kontakt und Beitritt
Während seiner Haft machte Malcolm durch einen Brief seines Bruders Philbert Bekanntschaft mit der „Nation of Islam“. Nach der Überzeugungsarbeit einiger seiner restlichen Geschwister, die der „Nation“ ebenfalls beigetreten waren, tat er es ihnen gleich. Fortan bekannte er sich zu dem, was von der Nation of Islam als „genuin schwarze Kultur“ betrachtet wurde. In der Überzeugung der „Nation“ war der Nachname eines jeden Schwarzen der, den einst die Sklavenhalter ihm gaben. Zur wahren Befreiung aus der Unterdrückung wurden diese Namen von der „Nation“ abgelehnt. Da nun aber der ursprüngliche Name eines Nachkommen von Sklaven nicht bekannt ist, verliehen sich die Mitglieder der „Nation“, so auch Little, den Nachnamen „X“.
Er nahm Sonnenbäder, um dunkler zu erscheinen, eine Maßnahme, die ihm schon seine Mutter verordnet hatte, und schor sich den Kopf.
Ende 1952 wurde Malcolm vorzeitig entlassen, geriet aber wieder in Gefahr, verhaftet zu werden, als er erneut den Militärdienst (zur Zeit des Koreakriegs) verweigerte. Er wurde jedoch aufgrund seiner Religion offiziell als Kriegsdienstverweigerer akzeptiert. Den Ersatzdienst umging er wieder mit dem Attest eines Psychiaters.

### Wortführer der Nation of Islam
Nachdem er nach Detroit umgezogen war, lernte Malcolm den Führer der Nation of Islam, Elijah Muhammad, kennen, der zu einem Ersatzvater wurde. Bald darauf leitete Malcolm X als Vertrauter Muhammads den Harlemer Tempel und etablierte sich als einer der Wortführer der Organisation. Diese Position erreichte er durch sein selbstsicheres und wortgewandtes Auftreten und seinen grenzenlosen Einsatz für die „Nation“. Er nutzte alle Mittel, um möglichst viele Schwarze zu erreichen – zum Beispiel ging er in die Schwarzenviertel der Großstädte und sprach im Jugendslang zu den Bewohnern, wodurch er leicht einen Zugang zur Straßenszene bekam und dort viele Anhänger gewann.
Als nationaler Sprecher der Nation of Islam prangerte Malcolm X den Rassismus der weißen Gesellschaft an. Immer wieder zeigte er Verbindungen zwischen der amerikanischen Geschichte und der Versklavung der Afrikaner auf. Die Weißen seien schon deshalb „Teufel“, weil sie jederzeit als solche handelten. Sie lynchten Schwarze und predigten den Schwarzen gegenüber „Gewaltlosigkeit“. Sie gäben ihnen die miesesten Jobs und erklärten, Schwarze taugten zu nichts anderem. Sie verhinderten die Bildung der Afroamerikaner und nahmen an deren Analphabetismus Anstoß. Sie redeten liberal und handelten rassistisch.
Dabei bremste die Nation of Islam, die sich unter der straffen Führung der inneren Hierarchie unter dem „Botschafter Allahs“ Elijah Muhammad als Religionsgemeinschaft verstand (wenn ihre Lehre auch in vielen Punkten nicht dem orthodoxen Islam entspricht), konkrete politische Protestaktionen. Ihr Aktivismus richtete sich zudem ausschließlich an Männer. Frauen können in der Nation of Islam keine wichtigen Funktionen übernehmen, der Fruit of Islam, der Selbstverteidigungsorganisation der Schwarzen Muslime, nicht beitreten und werden auf eine vermeintlich „natürliche“ Rolle als Hausfrau und Mutter verwiesen, auf die sie in eigenen Kursen gezielt vorbereitet werden.
Die Nation – und vor allem Malcolm X als ihr Aushängeschild – wurde in den Medien zum Feindbild stilisiert. Malcolm, der sich selbst als Vertreter des Rechtes der Schwarzen auf Selbstverteidigung betrachtete, wurde als gewalttätiger „Hass-Prediger“ und „schwarzes Monster“ betrachtet.
Die Betonung einer eigenständigen, kämpferischen, afroamerikanischen Geschichte, der Stolz, den die „Schwarzen Muslime“ mit ihrem Schwarz-Sein verbanden, ihre Kompromisslosigkeit und Radikalität machten die Nation of Islam zu einem wichtigen Ansprechpartner für die wachsende Ungeduld und Wut der afroamerikanischen Ghetto-Jugend. Die Nation of Islam und mit ihr Malcolm X trugen mit diesem Ansatz des „Schwarzen Nationalismus“ wesentlich, wenn auch nicht bruchlos, zur „Black-Power-Bewegung“ der 1960er Jahre bei und waren gewissermaßen ihr Vorläufer.

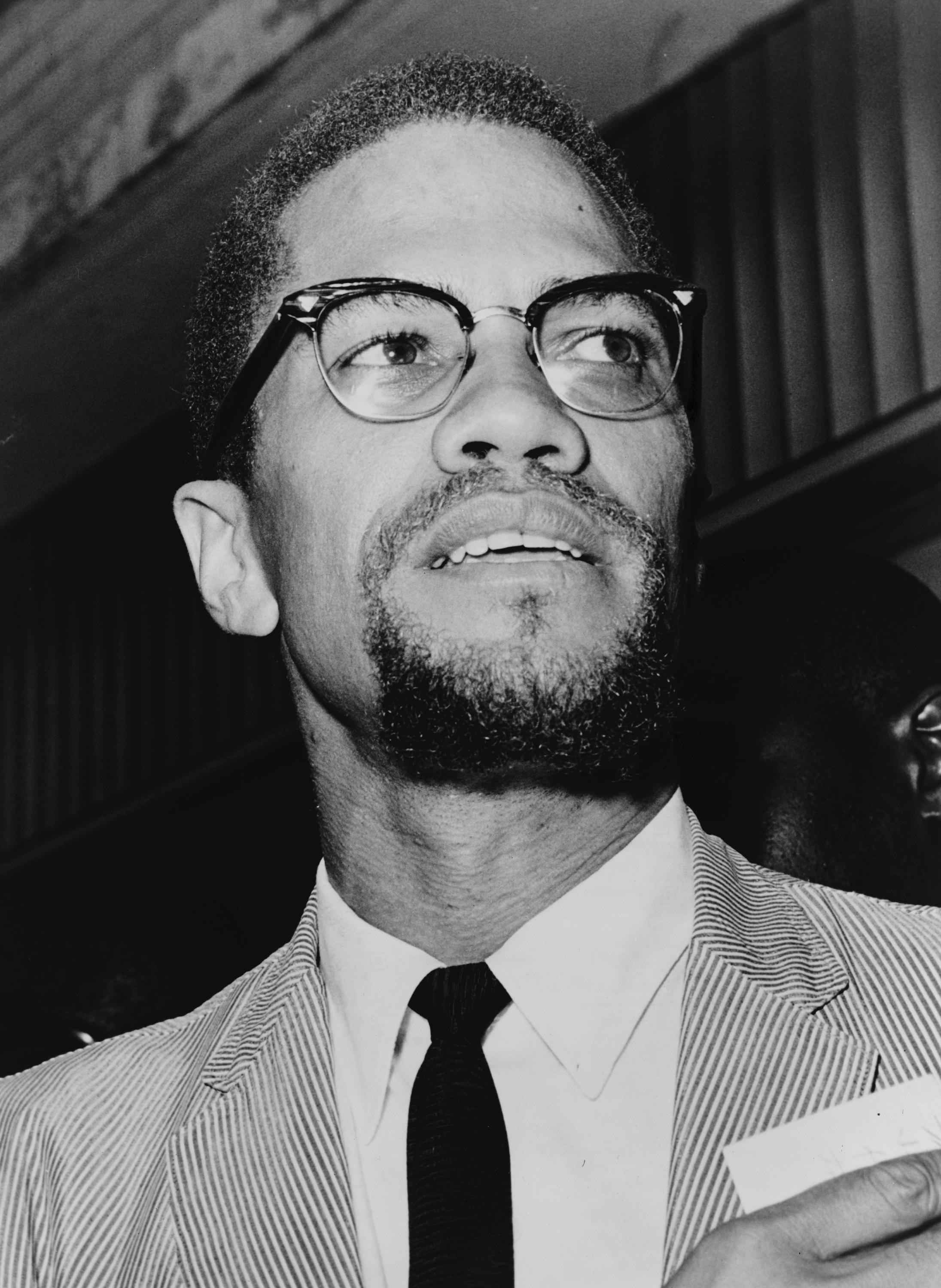
Malcolm X 1964 im Queens Court

1958 heiratete Malcolm X Betty Jean Sanders, die als Pflegerin für die Organisation arbeitete. Im Laufe ihrer Ehe bekamen sie sechs Töchter: Attallah (* 16. November 1958); Qubilah (* 25. Dezember 1960); Ilyasah (* 22. Juli 1962); Gamilah Lamumbah (* 4. Dezember 1964) und die Zwillinge Malaak und Malikah, die am 30. September 1965, sieben Monate nach der Ermordung ihres Vaters, zur Welt kamen. Malikah starb im November 2021 im Alter von 56 Jahren.

### Konflikt mit der Bürgerrechtsbewegung
Malcolm X war ein radikaler Kritiker der beginnenden Bürgerrechtsbewegung unter Martin Luther King. Dessen gewaltlose Integrationsstrategie war besonders unter den Schwarzen aus den ländlich geprägten Südstaaten und innerhalb der kleinen schwarzen Mittelschichten stark, die in der Mehrheit ein Ende der Rassentrennung und einen Anteil am „American Dream“ erlangen wollten. Für sie war der Norden der USA vielfach immer noch so etwas wie das „Gelobte Land“. Sie hegten die Hoffnung, endlich von den Weißen akzeptiert zu werden. Ganz anders Malcolm X. Er kannte die oft von Armut geprägten Schwarzenviertel im Norden, war in ihnen als „Detroit Red“ groß geworden. Malcolm X sprach für die afroamerikanischen Slumbewohner des Nordens, die keine Hoffnung mehr in weiße „Liberale“ setzten, weil sie auf ihrem Weg von den Plantagen in die Ghettos erfahren hatten, dass es auf Seiten der Weißen keinen Raum für ihren Fortschritt gab.

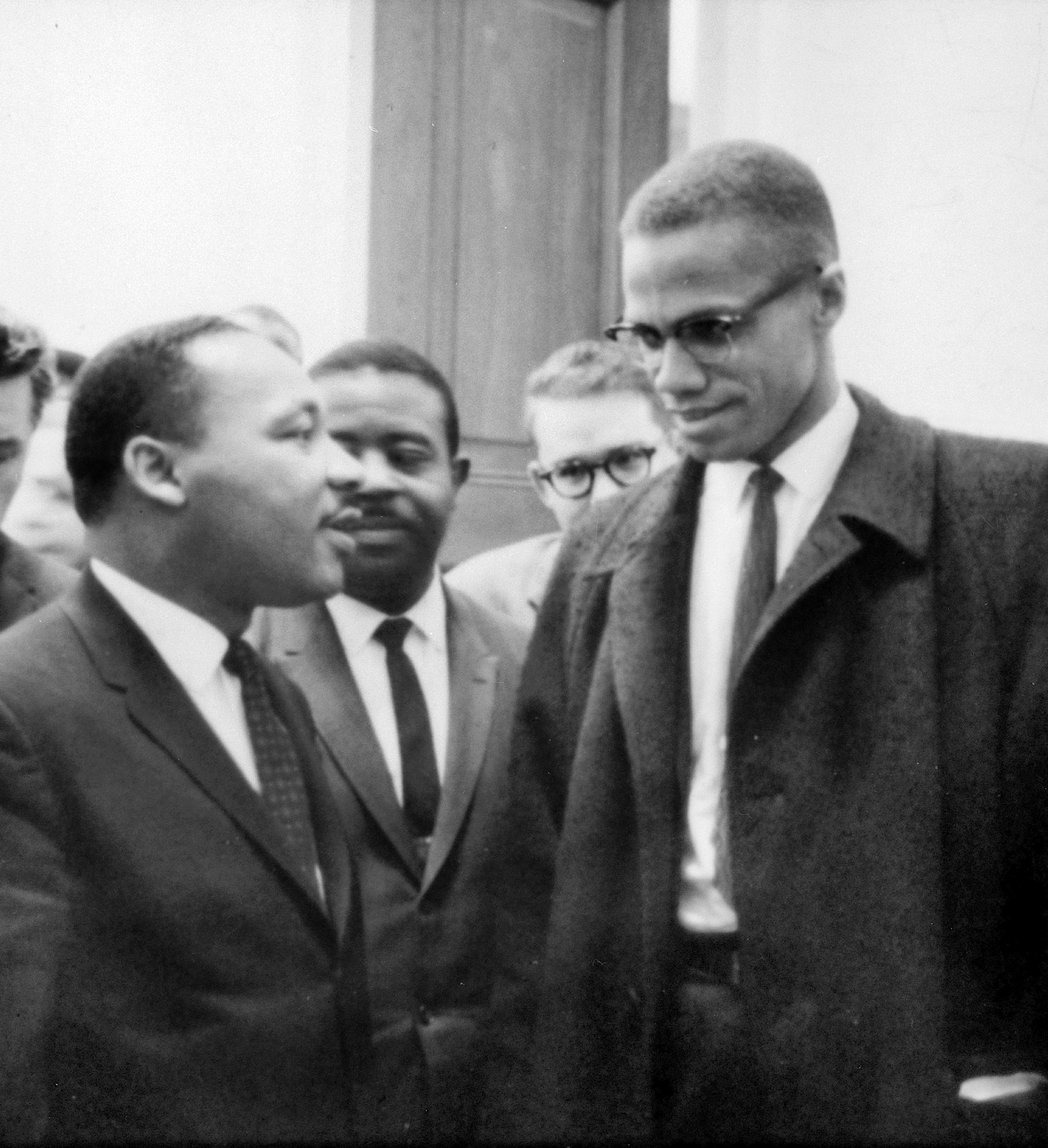
Malcolm X (rechts) bei einer Diskussion mit Martin Luther King (links)

Kings christlich-gewaltloser Ansatz war für Malcolm X in dieser Phase seines Lebens nur ein weiterer Versuch, Gerechtigkeit bei den Weißen zu erbetteln, die aus seiner Sicht ihre Unwilligkeit bereits zur Genüge demonstriert hatten. Entsprechend war King für ihn ein „Onkel Tom“. Im Rahmen seiner Grassroot-Vorträge im Jahre 1963 prägte er die Unterscheidung zwischen dienstbaren „Hausnegern“ – wozu er King zählte – als Helfer der Weißen bei der Unterdrückung der rebellischen „Feldneger“. Dieser Vergleich erlangte internationale Berühmtheit und noch 2009 bezeichnete Al-Zawahiri, ein führendes Mitglied der al-Qaida, den neugewählten US-Präsidenten Barack Obama in Anspielung an diese Rede als „Hausneger“.
400 Jahre Herrschaft der Weißen hatten aus Sicht von Malcolm X gezeigt, dass sie keine Kompromisse wollen würden und dass die Rede von Gleichberechtigung nichts als Heuchelei sei. Malcolm X hielt daher Aufforderungen nach Gewaltlosigkeit für ein Verbrechen der Weißen (und ihrer schwarzen „Onkel Toms“) an seinem Volk. Die Weißen hatten aus seiner Sicht immer wieder die Sprache der Gewalt gewählt, also sollten die Schwarzen seiner Meinung nach damit beginnen, „ihre Sprache zu sprechen“, um verstanden zu werden. Die Afroamerikaner sollten aufstehen und tun, was auch immer nötig sei, um sich selbst zu verteidigen, „by any means necessary“.
Um ihr Selbstbewusstsein zu erwecken, müssten die Afroamerikaner sich ihre eigene, von den Weißen verfälschte Geschichte neu aneignen. Die weiße Geschichtsschreibung habe den Afroamerikanern den Ruf angedichtet, unterwürfig, dumm, harmlos und ignorant zu sein, und sie dadurch „psychologisch kastriert“. Die Schwarzen hätten aber immer Widerstand geleistet, z. B. durch bewaffnete Aufstände gegen die Sklaverei. Die weiße Lüge, Afrika sei lediglich ein wilder Dschungel und die Schwarzen seien erst durch sie zivilisiert worden, habe einen ähnlichen Effekt gehabt. Diese Ideologie müsse hinweggefegt werden und die „Neger“ (wie sich Schwarze damals untereinander bezeichneten) müssten beginnen, sich zugleich als Afrikaner und als Amerikaner, als Afroamerikaner, zu sehen.

### Bruch
Mit dem Wachsen der Nation of Islam, für die auch Malcolm X als wichtiger Tempelleiter eine große Rolle spielte, wuchs der Reichtum von Elijah Muhammad und seiner Familie. Stimmen wurden laut, die Muhammad Korruption, Bereicherung und Verbindungen zu weißen Befürwortern der Rassentrennung vorwarfen. Malcolm X tat diese Vorwürfe zunächst als Gerüchte ab.
Ende 1963 distanzierte sich jedoch Malcolm X zusehends von seinem Ziehvater. Zu einem ersten offenen Konflikt kam es im Dezember, als Malcolm die Ermordung John F. Kennedys mit der Redewendung  „a case of chickens coming home to roost“ (sinngemäß: „Die Fehler, die man begeht, fallen auf einen zurück.“) kommentierte, was ihm weitreichende Empörung und eine Verurteilung, gefolgt von einem 90-tägigen Redeverbot, seitens der Nation of Islam einbrachte. Ein weiterer Konfliktstoff lag in Elijah Muhammads außerehelichen Affären, die dieser damit rechtfertigte, er müsse als letzter der Propheten die Sünden aller Propheten wiederholen. Nach seinem Bruch mit der Nation of Islam erklärte Malcolm im Juni 1964 wiederholt öffentlich, dass Elijah Muhammad nicht weniger als sechs außereheliche Kinder habe.
Seinen Bruch mit der Nation of Islam erklärte Malcolm X schließlich öffentlich am 8. März 1964. Bei derselben Gelegenheit kündigte er an, eine eigene Organisation zu gründen, die Muslim Mosque Inc., die auf orthodoxe islamische Prinzipien gegründet sein sollte. Ihr sollte ein politisches Gremium angeschlossen sein, die Organization of Afro-American Unity (OAAU). Zu seinem bisherigen Verhältnis zur Nation of Islam und Elijah Muhammad im Besonderen sagte Malcolm X: „Ich war ein Papagei. Jetzt ist der Papagei dem Käfig entsprungen.“ In seinem letzten Jahr wandte er sich nunmehr der afroamerikanischen Befreiungsbewegung zu. Er wollte nicht mehr nur reden, sondern endlich Taten sehen. Allerdings wollte Malcolm Muslim bleiben: „Immer wenn ich eine Religion sehe, die mich nicht für mein Volk kämpfen lassen will, sage ich: zur Hölle mit dieser Religion, deshalb bin ich ein Muslim.“
Malcolms OAAU-Organisation bestand aus ungefähr 50 ehemaligen NOI-Mitgliedern. Mit der Muslim Mosque Inc. war zweierlei beabsichtigt: Sie sollte den früheren Mitgliedern der Nation of Islam ein neues religiöses Zentrum sein und gleichzeitig den anschwellenden, afroamerikanischen Befreiungskampf politisch intensivieren. „Unsere Religion ist der Islam, unsere Philosophie ist ‚Schwarzer Nationalismus‘“, beschrieb Malcolm. Er wollte dazu beitragen, die Afroamerikaner über ihre internen Klassenschranken hinweg politisch zu einigen, und attackierte andere Wortführer der afroamerikanischen Bewegung wie Martin Luther King in der kompromisslosen Schärfe von einst. Alle verfügbaren Hebel galt es jetzt zu nutzen; seine Alternative zur Befreiung der Afroamerikaner lautete nunmehr: Wahlzettel oder Kugel, „the ballot or the bullet“.

## Letzte Jahre

### Reisen nach Mekka und Afrika
Eine wichtige Rolle in Malcolms Neuorientierung spielte seine Pilgerfahrt nach Mekka, die er im April 1964 unternahm. Im selben Jahr hielt er sich auch in Gaza auf. Das Geld dafür lieh er sich von der Halbschwester. Die Einigkeit aller Völker und Rassen beeindruckte ihn so sehr, dass er seine rassistische Einstellung überdachte. Er schloss sich dem sunnitischen Zweig des Islam an und nannte sich von nun an El Hajj Malik el-Shabazz, blieb aber auch weiterhin unter seinem früheren Namen bekannt.
Im Anschluss an seinen Mekka-Aufenthalt machte er eine über vier Monate dauernde Reise durch Afrika. Der Kontakt mit antikolonialistischen Kämpfern hinterließ in seinem Denken einen bleibenden Eindruck: So kam er zu der Überzeugung, dass das orthodox-islamische Frauenbild einer grundlegenden Korrektur bedürfe, weil in fortschrittlichen Staaten auch die Frauen fortschrittlich und kämpferisch seien.

### Verbindung zum afrikanischen Befreiungskampf
Malcolm X stellte nun auch einen internationalen Zusammenhang zwischen afrikanischem und afroamerikanischem Befreiungskampf her, die nicht voneinander zu trennen seien, weil Rassismus in den USA des Rassismus des Weltmarktes bedurfte und umgekehrt. Für diese Haltung war auch grundlegend, dass viele, die gerade die Unabhängigkeit erkämpft hatten, sozialistischen Modellen folgten: „Es ist unmöglich für einen Weißen, an den Kapitalismus und nicht zugleich an den Rassismus zu glauben. Es gibt keinen Kapitalismus ohne Rassismus.“ Es seien daher dieselben Strukturprinzipien, die die Afroamerikaner in den USA wie die Afrikaner auf dem Kontinent unterdrückten. Die internationale Ausbeutung der „Dritten Welt“ entspreche der nationalen der Afroamerikaner (und anderer „Dritte-Welt-Menschen“ in den kapitalistischen Metropolen). Daher „können wir keinen Schritt schneller vorangehen als die Afrikaner“. Seiner Meinung nach sei ein Vorwärtskommen allein im nationalen Maßstab nicht mehr möglich. Dem Ziel, diese internationalen Herrschaftsverhältnisse zu bekämpfen und dazu die Befreiungskämpfe von Afrikanern und Afroamerikanern effektiv miteinander zu verbinden, galt fortan sein ganzes Engagement.
Nach seiner Rückkehr in die USA initiierte er deshalb die Organisation für die afroamerikanische Einheit (OAAU). Sie sollte Verbindungen zwischen Afroamerikanern und Afrikanern schaffen und in die nationale Bürgerrechtsbewegung eingreifen. Im Gegensatz zu seiner Linie zur Zeit in der Nation of Islam war er jetzt auch bereit, die Unterstützung und Hilfe der Weißen anzunehmen und anzuerkennen, soweit sie konsequent für ein Ende der Rassentrennung eintraten; er verabschiedete sich von jedwedem Biologismus und stellte das konkrete Handeln eines Menschen, egal welcher Hautfarbe, in den Mittelpunkt. Einer Mitgliedschaft von Weißen in seiner Organisation stand er jedoch erst nach einer Etablierungsphase offen gegenüber, weil er meinte, „dass es keine schwarz-weiße Einheit geben könne, bevor nicht zuerst schwarze Einheit erreicht worden ist“.

### Autobiografie
Ab 1963 schrieb er an einer Autobiografie, an der Alex Haley mitwirkte. Sie wurde unter dem Titel The Autobiography of Malcolm X noch im Jahr seiner Ermordung veröffentlicht. Das Buch ist seit Erscheinen ein Bestseller und wurde 1998 von TIME als eines der 10 bedeutendsten Non-Fiction Bücher des 20sten Jahrhunderts gelistet. Das Buch diente als Grundlage der Dokumentation Malcolm X (1972).

### Ermordung

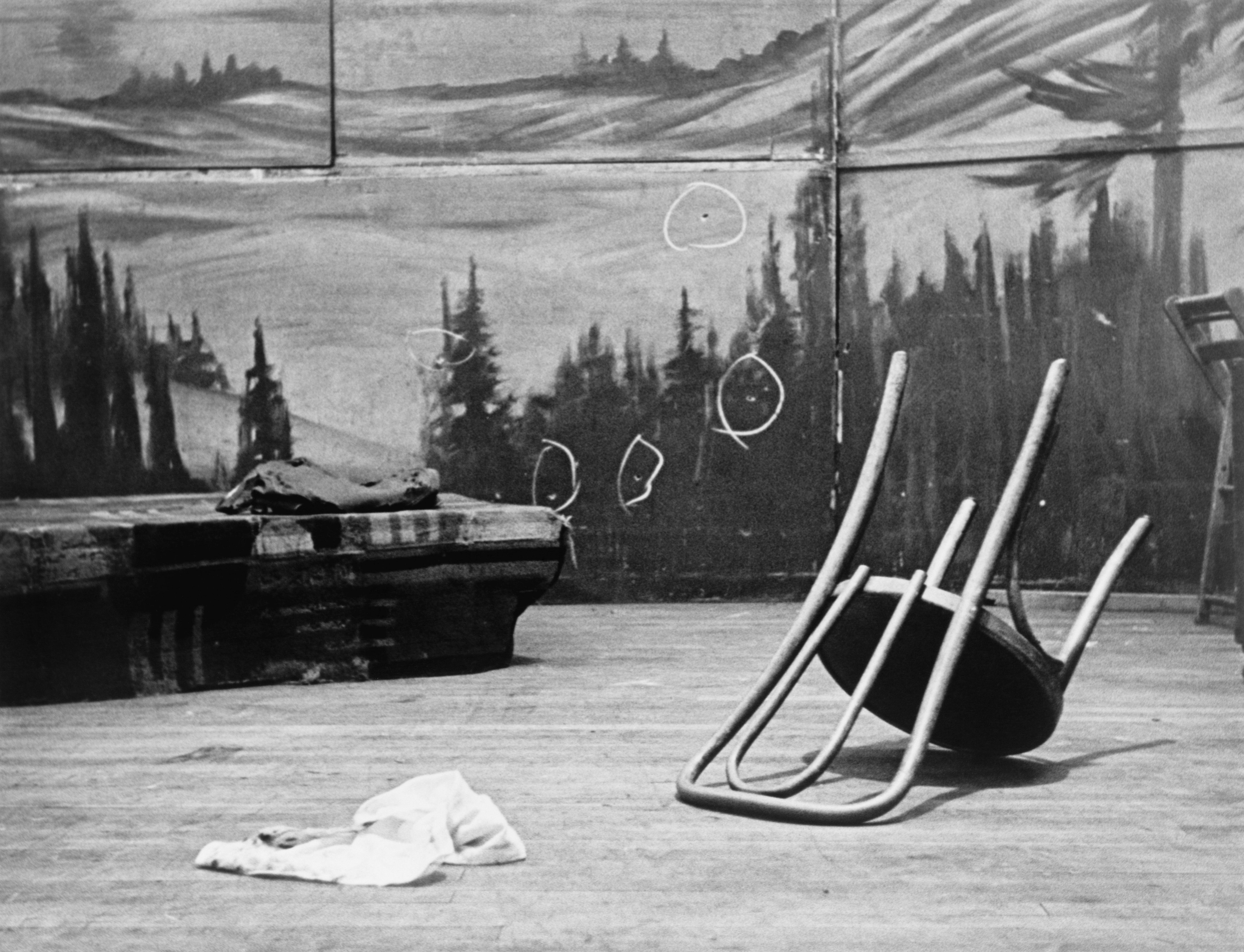
Foto vom Tatort

Nachdem Malcolm im Sommer 1964 Elijah Muhammads außereheliche Affären mehrmals öffentlich thematisiert hatte, stand er seit dem 16. Juni 1964 wegen anonymer Drohungen unter Polizeischutz. Eine Woche vor seiner Ermordung wurde ein Brandanschlag auf sein Haus verübt, in dem er sich zusammen mit seinen Kindern und seiner Frau zur Tatzeit aufhielt. Nach dem Brandanschlag, wenige Tage vor seinem Tod, gab Malcolm X ein Interview, in dem er seine Überzeugung äußerte, dass die Nation of Islam ihn töten möchte.
Am 21. Februar 1965 hielt er im Audubon Ballroom in Washington Heights einen Vortrag, als zwei Zuhörer einen Streit begannen. Als die Bodyguards Malcolm X ungeschützt auf der Bühne zurückließen, um sich um die Störenfriede zu kümmern, trat ein Mann vor, zog eine abgesägte Schrotflinte aus seinem Mantel und schoss direkt auf Malcolm X. Anschließend schossen noch zwei weitere Attentäter auf ihn, insgesamt stellte der Gerichtsmediziner 21 Schusswunden fest. Das ausbrechende Chaos wurde durch die Explosion einer Rauchbombe noch verstärkt und ermöglichte zwei Attentätern die Flucht. Lediglich der dritte Attentäter, Thomas Hagan, wurde bis zum Eintreffen der Polizei festgehalten.

## Ermittlungen, Anklagen und Urteile wegen des Mordes

### Verurteilung von Thomas Hagan
Der damals 23-jährige Thomas Hagan, ein Mitglied der Nation of Islam, gestand das Attentat auf Malcolm X. 1966 bezeichnete er aber seine beiden Mitangeklagten Muhammad Abdul Aziz und Kahlil Islam als unschuldig. Alle drei Angeklagten wurden zu einer Haftstrafe von 20 Jahren bis lebenslang verurteilt. In einem Affidavit (Äußerung unter Eid) von 1977 erklärte Hagan, dass er die Ermordung von Malcolm X mit mehreren Komplizen, zu denen seine Mitangeklagten nicht gehörten, geplant hatte, um Vergeltung für dessen Kritik an Elijah Muhammad zu üben. Zum Tathergang sagte er aus, dass zunächst ein Mann mit einer Schrotflinte und dann er und ein weiterer Komplize auf Malcolm X geschossen hätten. Hagan wurde schließlich am 27. April 2010 auf Bewährung entlassen. Muhammad A. Aziz und Khalil Islam, die ihre Unschuld stets beteuert hatten, waren in den 1980er Jahren aus der Haft entlassen worden. New Yorks Staatsanwalt Cyrus Vance Jr. ließ die Schuldsprüche gegen die beiden nach einer 22 Monate andauernden Untersuchung im November 2021 annullieren und räumte „schwere Justizirrtümer“ ein, da Staatsanwälte, die Bundespolizei FBI und die New Yorker Polizei nach der Ermordung von Malcolm X Beweismittel zurückhielten, die zum Freispruch beider geführt hätten. Im November 2022 wurde Aziz und Islam sowie ihren Familien eine Entschädigungssumme von 36 Millionen US-Dollar zugesprochen.

### Weitere Recherchen
Anfang April 2011 erschien in den USA die vom US-Historiker Manning Marable geschriebene Biografie Malcolm X: A Life of Reinvention (Malcolm X: Ein Leben der Neuerfindung). In ihr behauptet Marable, dass die meisten Beteiligten des bis heute nicht völlig geklärten Mordkomplotts weiterhin auf freiem Fuß seien. Darüber hinaus hätten das FBI und die Polizei, die Malcolm überwachten, vorab von den Attentatsabsichten erfahren, es aber bewusst geduldet und keine Schutzmaßnahmen ergriffen.
In der Dokumentations-Miniserie Who Killed Malcolm X? von Netflix werden die Namen der beteiligten Attentäter aus der eidesstattlichen Versicherung von Thomas Hagan genannt und deren Verbleib, die Zusammenhänge werden von Abdur-Rahman Muhammad, der sie ermittelt hat, dargestellt. Die tödlichen Schüsse stammten laut Obduktionsbericht aus der Schrotflinte, sie sollen von Al-Mustafa Shabazz, später William Bradley, abgegeben worden sein.

### Klage gegen CIA, FBI und NYPD
Im Jahr 2021 veröffentlichten Nachfahren von Malcolm X einen Brief eines verstorbenen verdeckten Ermittlers. Dieser behauptet in dem Schreiben, dass FBI und NYPD an der Vorbereitung der Ermordung von Malcolm X beteiligt waren. So habe der Ermittler von seinen Vorgesetzten die Anweisung erhalten, zwei Sicherheitsleute von Malcolm X  zur Begehung von Straftaten zu verlocken, um sie anschließend festzunehmen. Tatsächlich ging der Plan der Behörden auf und die Bodyguards wurden vor der Ermordung festgenommen, sodass sie eine Eingangskontrolle vor Malcolms Vortrag, bei dem er ermordet wurde, nicht durchführen konnten.
Im Jahr 2024 verklagten die Töchter von Malcolm X die CIA, das FBI und die New Yorker Polizei. In der Klageschrift werden die Vorwürfe aus dem Jahr 2021 wiederholt. Auch seien zur Tatzeit Bundesagenten im Saal gewesen; sie hätten aber nicht eingegriffen. Anschließend sei die Verbindung zwischen Behörden und Mördern „von Regierungsagenten aktiv verschwiegen, geduldet, geschützt und gefördert“ worden. Die Klageschrift fordert eine Entschädigung in Höhe von 100 Millionen US-Dollar.

## Rezeption
Der Einfluss von Malcolms Ansichten auf die Schwarzenbewegung spiegelte sich 1966, ein Jahr nach dessen Ermordung, in der Gründung der Black Panther Party wider.
Das amerikanische Rap-Duo Gang Starr verwendete einen Auszug aus Malcolms Rede Message to the Grass Roots in dem Stück Tonz 'O' Gunz, enthalten auf dem Album Hard to Earn. Darin heißt es: “If violence is wrong in America, violence is wrong abroad.” Bereits 1988 sampelte die Band Living Colour die ersten zehn Sekunden dieser Rede in ihrem Lied Cult of Personality.

## Reden
- George Breitman (Hrsg.): By any means necessary. Pathfinder Press, New York 1992, ISBN 0-87348-754-0.
- George Breitman (Hrsg.): Malcolm X on Afro-American History. Pathfinder Press, New York 1992, ISBN 0-87348-592-0 (Nachdruck der Ausgabe New York 1967).
- George Breitman (Hrsg.): Malcolm X speaks. Selected speeches and statements. Pathfinder Press, New York 1993, ISBN 0-87348-546-7.
- Archie Epps (Hrsg.): Speeches at Harvard. Paragon House, New York 1991, ISBN 1-55778-479-5 (Nachdruck der Ausgabe New York 1968).
- Benjamin Karim (Hrsg.): The end of white world supremacy. Four speeches. Arcade Press, New York 1989 (?), ISBN 1-55970-006-8 (Nachdruck der Ausgabe New York 1971).
- Bruce Perry: The last speeches. Pathfinder Press, New York 1989, ISBN 0-87348-543-2.
- Malcolm X: Wahl oder Waffe. Rede am 3. April 1964 in der Cory Methodist Church, Cleveland. Mit einem Essay von Thomas Rothschild, eva Reden Band 23, Hamburg 1996, ISBN 3-434-49989-X.

## Filmische Bearbeitungen
- 1959: der Dokumentarfilm mit dem Titel „The Hate That Hate Produced“ war eigentlich gegen die Nation of Islam gerichtet, brachte Malcolm X jedoch erhöhte Aufmerksamkeit und führte zu zahlreichen neuen Mitgliedern.
- Der Dokumentarfilm mit dem Titel Malcolm X aus dem Jahr 1972 war 1973 für einen Oscar als bester Dokumentarfilm (Feature) nominiert.[23]
- Ebenfalls 1972 wurde mit The Silent Revolution ein weiterer Dokumentarfilm veröffentlicht, bei dem Auftritte von Malcolm X gezeigt werden. Auch diese Produktion war für einen Oscar nominiert.
- 1977 wurde Malcolm X durch James Earl Jones im Film „The Greatest“ dargestellt.
- 1978: Dick Anthony Williams spielt Malcolm X in der Fernsehserie „King“.
- 1979: Al Freeman, Jr., der in Spike Lees Film Malcolm X Elijah Muhammad spielen wird, spielt Malcolm X in „Roots: The Next Generations.“
- Aus dem Jahr 1981 stammt eine TV-Verfilmung der letzten 24 Stunden des Lebens von Malcolm X namens Death of a Prophet (dt. Titel: Malcolm X – Tod eines Propheten) mit Morgan Freeman in der Hauptrolle.
- 1986: Ben Holt spielt Malcolm X in der Oper X: The Life and Times of Malcolm X an der New York City Opera.
- 1989: Dick Anthony Williams spielt Malcolm X wieder, diesmal in „The Meeting“.
- Malcolm X’ Leben wurde 1992 von Spike Lee mit Denzel Washington in der Hauptrolle verfilmt, siehe Malcolm X.
- Die letzten Tage einer Legende – Malcolm X. Dokumentation, 60 Min., Produktion: The Biography Channel, Erstausstrahlung: 3. Juli 2008 von The Biography Channel, 2008
- 2000: Gary Dourdan spielt Malcolm X im Fernsehfilm „King of the World“
- 2000: Joe Morton spielt Malcolm X im Fernsehfilm „Ali: An American Hero“
- 2001: Mario Van Peebles spielt Malcolm X im Spielfilm Ali.
- 2020: Who Killed Malcolm X?, sechsteilige Filmdokumentation auf Netflix.
- 2020: Kingsley Ben-Adir spielt ihn in One Night in Miami

### Musikbeispiele
- Miriam Makeba & Bongi: Do You Remember Malcolm? auf YouTube